# Herwarth Walden

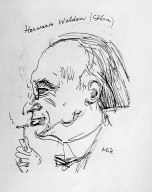
Herwarth Walden en un dibujo de Emil Orlik.

Herwarth Walden (su nombre auténtico era Georg Lewin, Berlín, 16 de septiembre de 1879 - Sarátov, 31 de octubre de 1941) fue un artista expresionista alemán y experto en arte en muchas disciplinas. Es reconocido ampliamente como uno de los más importantes descubridores y promotores del arte de vanguardia alemán a principios del siglo XX (Expresionismo, futurismo, dadaísmo, realismo mágico).
Estudió composición y piano en las academias musicales de Berlín y Florencia. Pero su interés abarcaba todas las artes, de manera que se convirtió en músico, compositor, escritor, crítico y propietario de una galería. Es conocido sobre todo por ser el fundador de la revista expresionista Der Sturm (La tormenta) y sus filiales. Estas consistían en una empresa editora y un periódico, fundado en 1910, al que Walden añadió una galería dos años más tarde. Descubrió, patrocinó y promovió a muchos jóvenes artistas, aún desconocidos, de diferentes estilos y tendencias. Más tarde algunos de ellos se hicieron muy famosos: Oskar Kokoschka, Maria Uhden o Georg Schrimpf fueron algunos de ellos. La depresión económica de los años treinta, y el posterior auge del nacionalsocialismo, comprometieron sus actividades, y Walden huyó a la Unión Soviética. Trabajó en Moscú como maestro y editor. Su simpatía por la vanguardia artística lo hicieron sospechoso ante el gobierno stalinista. Tuvo frecuentemente que justificar su acercamiento al arte moderno -sin éxito. Walden murió como prisionero político en Sarátov, en el sur de Rusia, en 1941.
Desde 1901 hasta 1911, Walden estuvo casado con Else Lasker-Schüler, la más destacada representante femenina de la poesía expresionista alemana. Ella inventó para Georg Lewin el seudónimo de «Herwarth Walden», inspirado por la novela de Henry Thoreau, Walden, or Life in the Woods (1854).

## Obras
- Der Sturm (Revista, 1910 - 1932)
- Dafnislieder für Gesang und Klavier (Canciones, 1910)
- Das Buch der Menschenliebe (Novela, 1916)
- Die Härte der Weltenliebe (Novela, 1917)
- Kind (Drama, 1918)
- Menschen (Drama, 1918)
- Unter den Sinnen (Novela, 1919)
- Die neue Malerei (Ensayos, 1920)
- Glaube (Drama, 1920)
- Einblick in Kunst (Ensayo, 1920)
- Sünde (Drama, 1920)
- Die Beiden (Drama, 1920)
- Erste Liebe (Drama, 1920)
- Letzte Liebe (Drama, 1920)
- Im Geschweig der Liebe (Poemas, 1925)
- Vulgär-Expressionismus (Ensayo, 1938)

- Datos: Q62661
- Multimedia: Herwarth Walden / Q62661